# Бања Ковиљача
Бања Ковиљача је градско насеље у Србији, на десној обали Дрине у подножју Гучева, 6 километара југозападно од Лознице у Мачванском округу. Према попису из 2022. била су 4.473 становника.

## Географија
Бања Ковиљача се налази у западној Србији на надморској висини од 128 m, у Подрињу. Природа овог региона је богата и разноврсна. Томе доприносе Јадар, Лешница, Рађевина, Азбуковица и велика пространства североисточне Босне. Кроз мозаик средње високих планина (Гучево, Борања, Соколске планине, Цер), ка пространим равницама Мачви и Семберији, тече бистра и кривудава Дрина. Недалеко од реке, у подножју шумовитог Гучева (779 m), уз магистрални пут Зворник-Лозница, налази се Бања Ковиљача, бања под легендарним Ковиљкиним градом. На Подриње се ка северу настављају брдовити Јадар, благо заталасана Поцерина и плодна и заравњена Мачва. Локацију Бање Ковиљаче одредили су многи елементи природне средине. Најважнији су Дрина, која се код Малог Зворника давно могла пребродити, Гучево, шумовита планина која је била склониште од непријатеља, равница која је омогућавала прехрану становништва и термоминерална вода која служи исцељењу болести.

## Саобраћај
До Бање Ковиљаче се друмски стиже ауто-путем Београд—Рума а затим регионалним путем Рума—Шабац—Лозница—Бања Ковиљача (143 km). У Бањи постоји железничка станица на прузи Београд—Мали Зворник, али њом саобраћају само локални возови. Најближи аеродром је у Београду (око 135 km). Гранични прелаз ка Републици Српској, односно Босни и Херцеговини је удаљен 5 km.

## Историја
Археолошка истраживања су показала да је простор Бање Ковиљаче био давно насељен. Има остатака по којима се закључује да је ту било велико римско насеље Гензис (Genzis). У средњем веку, под зидинама Ковиљкиног града, народ је масовно походио изворе лековите воде. Из тог периода и потиче први писани документ (1533), где се Бања спомиње као сеоско насеље у нахији Бохорина.
У 18. веку богати Турци из Мачве и Подриња долазили су на излете у овај крај. Постоје подаци да су Османлије „Зворничани“ 1720. године саградили једно купатило за лечење жена, као и да је и пре тога коришћено лековито блато. Некада је народ називао Смрдан бара која је добила назив по сумпоровитој води која је избијала на површину и вековима, у риту, створила природно црно сумпоровито блато, одакле је избијао и ширио се смрад на „запаљен барут“ или „трула јаја“ - на сумпорводоник.
Преко насеља Смрдан, тј. преко изворишта термоминералне воде водио је каравански пут и постоји предање да су лековитост Смрдљиве баре открили пратиоци једног каравана, који су морали да оставе свог изнемоглог и рањавог товарног коња. Коњ је једва ходао, падао је од изнурености и ваљао се у црном муљу и блату и лежао у топлој сумпоровитој води. Када се караван враћао нашли су свог коња излеченог како пасе траву. Тако је лековитост бање откривена.
Становништво је досељавано из Црне Горе, Херцеговине, Босне, Јадра, Рађевине и Азбуковице у 18. и 19. веку, између два светска рата и после Другог светског рата. Формирање бањског насеља почиње 1855, када је први пут хемијски анализирана топла сумпоровита вода. Зграда за смештај гостију са 10 соба подигнута је 1858, прве бушотине настале су 1899, а уређење бунара завршено је 1904.
Једно сумпоровито блатно купатило, започето још пре Првог светског рата, завршено је у августу 1935. У троспратној згради на Билића брду, у јуну 1936. је отворено опоравилиште за децу.
Од 1. до 6. септембра 1941. године овде се одиграла битка за Бању Ковиљачу између српских устанака, четника и партизана на једној и Немаца и хрватских усташа на другој страни која се завршила повлачењем окупатора и ослобођењем Бање Ковиљаче.

## Туризам
Гучево, је шумовита планина која је наткрила Бању Ковиљачу с јужне стране.  Гучево се пружа правцем северозапад-југоисток и од Ковиљаче до планине Борања достиже дужину од 15 километара. Највиши врх Гучева назива се Црни врх и његова надморска висина је 779 метара. Геолози су установили да је Гучево израђено од различитих стена, међу којима су кречњаци и пешчари. У давној прошлости, на Гучеву је било раседање терена, што је од значаја за појаву термоминералних вода. За потребе туриста и излетника на Гучеву има неколико смештајних и угоститељских објеката. Гучево је богато изворима хладне, чисте и питке воде. Од извора настају мали потоци, над којима се дижу висока стабла пространих букових шума. На врху Гучева је подигнута је Спомен-костурница погинулих 1914. године у борби на овој планини. Пропланак око Спомен-костурнице је изванредан видиковац. Као на длану простором доминира Дрина текући великим меандрима између Мачве и Семберије.
Тршић је село на само 9 km југоисточно од Лознице, родно место просветитеља и великана српске књижевности и културе Вука Стефановића Караџића. У селу се налази етнографски парк са спомен кућом и више објеката народне архитектуре. Цео етно-парк је смештен у живописној долини речице Жеравија. Средишње место овог јединственог етнографског спомен парка је Вукова кућа, заправо реконструисана кућа породичне задруге са окућницом, какве су биле уобичајене у 19. веку.
Средњовековни манастир Троноша, се налази на четири километра од Тршића. Подигнут је 1317. године као задужбина Катарине, жене краља Драгутина, праунука Немањиног. Црква у манастиру је обновљена 1559. године, а у њему је 1791. године монах Јосиф написао познати Троношки летопис, чија се копија чува у манастиру а оригинал се налази у Бечу. Манастир је био место Вуковог раног школовања.
Манастир Свети Никола у Соко граду, се налази на самој граници три општине (Љубовија, Крупањ и Мали Зворник). Подигнут је 2000. године у непосредној близини средњовековног Соко града из 15. века, познатог као последње османско утврђење у Србији. Околина манастира је богата бујном и нетакнутом природом, којом доминирају висови и водопади.
Манастир Чокешина
Овај споменик културе и расадник писмености смештен је испод Церског виса Кумовца и брда Старца. Ктитор манастира био је мачвански властелин Богдан Чокешу у 15. веку. Већ почетком 18. века манастир је био расадник писмености у коме су учили младићи из околних мачванских, поцерских и јадарских села. У ратовима је манастир неколико пута паљен и рушен, али га је народ увек подизао. Манастир је сведок и чувеног боја против Турака 16. априла 1804. године, у коме су изгинула браћа Недићи са 300 бораца. Ова погибија се у историји пореди са погибијом спартанаца на Термопилима. Леополд Ранке, познати немачки историчар у свом делу „Српска револуција“ назива браћу Недиће Српским Леонидама.
У Бањи Ковиљачи се налази Центар за азил. Од значаја је и спортско-рекреативни комплекс „Сунчана река“.

## Демографија
У насељу Бања Ковиљача живи 3856 пунолетних становника, а просечна старост становништва износи 47,06 година (44,98 код мушкараца и 48,95 код жена). У насељу има 1863 домаћинства, а просечан број чланова по домаћинству је 2,39.
Ово насеље је великим делом насељено Србима (према попису из 2022. године), а у последња два пописа, примећен је пад у броју становника.
|             | \| Демографија[7] \| Демографија[7] \| Демографија[7] \| \| Година \| Становника \| Становника \| \| -------------- \| -------------- \| -------------- \| \| 1948. \| 2.260 \| \| \| 1953. \| 2.960 \| \| \| 1961. \| 4.023 \| \| \| 1971. \| 5.199 \| \| \| 1981. \| 5.478 \| \| \| 1991. \| 5.516 \| 5.311 \| \| 2002. \| 6.340 \| 6.648 \| \| 2011. \| 5.151 \| \| \| 2022. \| 4.473 \| \| |            |
| Демографија | |            |
| Година      | Становника | Становника |
| 1948.       | 2.260 |            |
| 1953.       | 2.960 |            |
| 1961.       | 4.023 |            |
| 1971.       | 5.199 |            |
| 1981.       | 5.478 |            |
| 1991.       | 5.516 | 5.311      |
| 2002.       | 6.340 | 6.648      |
| 2011.       | 5.151 |            |
| 2022.       | 4.473 |            |

| Етнички састав према попису из 2002.‍ | Етнички састав према попису из 2002.‍ | Етнички састав према попису из 2002.‍ | Етнички састав према попису из 2002.‍ | Етнички састав према попису из 2002.‍ |
| ------------------------------------ | ------------------------------------ | ------------------------------------ | ------------------------------------ | ------------------------------------ |
|                                      |                                      |                                      |                                      |                                      |
| Срби                                 | Срби                                 |                                      | 6.092                                | 96,08%                               |
| Роми                                 | Роми                                 |                                      | 107                                  | 1,68%                                |
| Црногорци                            | Црногорци                            |                                      | 25                                   | 0,39%                                |
| Југословени                          | Југословени                          |                                      | 17                                   | 0,26%                                |
| Хрвати                               | Хрвати                               |                                      | 15                                   | 0,23%                                |
| Муслимани                            | Муслимани                            |                                      | 8                                    | 0,12%                                |
| Македонци                            | Македонци                            |                                      | 6                                    | 0,09%                                |
| Мађари                               | Мађари                               |                                      | 3                                    | 0,04%                                |
| Руси                                 | Руси                                 |                                      | 2                                    | 0,03%                                |
| Румуни                               | Румуни                               |                                      | 2                                    | 0,03%                                |
| Албанци                              | Албанци                              |                                      | 2                                    | 0,03%                                |
| Немци                                | Немци                                |                                      | 1                                    | 0,01%                                |
| Буњевци                              | Буњевци                              |                                      | 1                                    | 0,01%                                |
| непознато                            | непознато                            |                                      | 19                                   | 0,29%                                |

| \| \| м \| \| \| ж \| \| ? \| 69 \| \| \| 81 \| \| 80+ \| 27 \| \| \| 50 \| \| 75—79 \| 73 \| \| \| 125 \| \| 70—74 \| 129 \| \| \| 188 \| \| 65—69 \| 171 \| \| \| 211 \| \| 60—64 \| 160 \| \| \| 189 \| \| 55—59 \| 128 \| \| \| 142 \| \| 50—54 \| 210 \| \| \| 222 \| \| 45—49 \| 281 \| \| \| 293 \| \| 40—44 \| 226 \| \| \| 243 \| \| 35—39 \| 210 \| \| \| 207 \| \| 30—34 \| 175 \| \| \| 210 \| \| 25—29 \| 180 \| \| \| 206 \| \| 20—24 \| 217 \| \| \| 204 \| \| 15—19 \| 256 \| \| \| 216 \| \| 10—14 \| 205 \| \| \| 213 \| \| 5—9 \| 173 \| \| \| 174 \| \| 0—4 \| 126 \| \| \| 150 \| \| Просек : \| 38,1 \| \| \| 40,3 \| |      |  |  |      |
| |      |  |  |      |
| | м    |  |  | ж    |
| ? | 69   |  |  | 81   |
| 80+ | 27   |  |  | 50   |
| 75—79 | 73   |  |  | 125  |
| 70—74 | 129  |  |  | 188  |
| 65—69 | 171  |  |  | 211  |
| 60—64 | 160  |  |  | 189  |
| 55—59 | 128  |  |  | 142  |
| 50—54 | 210  |  |  | 222  |
| 45—49 | 281  |  |  | 293  |
| 40—44 | 226  |  |  | 243  |
| 35—39 | 210  |  |  | 207  |
| 30—34 | 175  |  |  | 210  |
| 25—29 | 180  |  |  | 206  |
| 20—24 | 217  |  |  | 204  |
| 15—19 | 256  |  |  | 216  |
| 10—14 | 205  |  |  | 213  |
| 5—9 | 173  |  |  | 174  |
| 0—4 | 126  |  |  | 150  |
| Просек : | 38,1 |  |  | 40,3 |

| Година пописа     | 1948. | 1953. | 1961. | 1971. | 1981. | 1991. | 2002. |
| ----------------- | ----- | ----- | ----- | ----- | ----- | ----- | ----- |
| Број домаћинстава | 600   | 824   | 1.090 | 1.594 | 1.700 | 1.816 | 1.972 |

| Број чланова      | 1   | 2   | 3   | 4   | 5   | 6   | 7  | 8 | 9 | 10 и више | Просек |
| ----------------- | --- | --- | --- | --- | --- | --- | -- | - | - | --------- | ------ |
| Број домаћинстава | 360 | 482 | 373 | 468 | 159 | 103 | 20 | 4 | 1 | 2         | 3,01   |

| Пол    | Укупно | Неожењен/Неудата | Ожењен/Удата | Удовац/Удовица | Разведен/Разведена | Непознато |
| ------ | ------ | ---------------- | ------------ | -------------- | ------------------ | --------- |
| Мушки  | 2.512  | 778              | 1.529        | 108            | 79                 | 18        |
| Женски | 2.787  | 581              | 1.565        | 479            | 152                | 10        |
| УКУПНО | 5.299  | 1.359            | 3.094        | 587            | 231                | 28        |

| Пол    | Укупно                    | Пољопривреда, лов и шумарство | Рибарство                            | Вађење руде и камена | Прерађивачка индустрија       |
| ------ | ------------------------- | ----------------------------- | ------------------------------------ | -------------------- | ----------------------------- |
| Мушки  | 955                       | 31                            | 0                                    | 0                    | 314                           |
| Женски | 656                       | 9                             | 0                                    | 0                    | 138                           |
| Укупно | 1.611                     | 40                            | 0                                    | 0                    | 452                           |
|        |                           |                               |                                      |                      |                               |
| Пол    | Производња и снабдевање   | Грађевинарство                | Трговина                             | Хотели и ресторани   | Саобраћај, складиштење и везе |
| Мушки  | 36                        | 63                            | 89                                   | 59                   | 88                            |
| Женски | 9                         | 13                            | 97                                   | 56                   | 19                            |
| Укупно | 45                        | 76                            | 186                                  | 115                  | 107                           |
|        |                           |                               |                                      |                      |                               |
| Пол    | Финансијско посредовање   | Некретнине                    | Државна управа и одбрана             | Образовање           | Здравствени и социјални рад   |
| Мушки  | 4                         | 20                            | 42                                   | 28                   | 65                            |
| Женски | 9                         | 17                            | 20                                   | 57                   | 164                           |
| Укупно | 13                        | 37                            | 62                                   | 85                   | 229                           |
|        |                           |                               |                                      |                      |                               |
| Пол    | Остале услужне активности | Приватна домаћинства          | Екстериторијалне организације и тела | Непознато            | Непознато                     |
| Мушки  | 27                        | 0                             | 0                                    | 89                   | 89                            |
| Женски | 14                        | 0                             | 0                                    | 34                   | 34                            |
| Укупно | 41                        | 0                             | 0                                    | 123                  | 123                           |

## Галерија
- Купатило краља Петра I Карађорђевића
- Фонтана у средини парка
- Хотел Далмација
- Хотел Херцеговина
- Курсалон
- Цитадела
- Вила Ковиљача, напуштена
- Вила Босна такође напуштена
- Меморијална галерија битке на Дрини 1914.
- Улаз у парк

## Лечилиште
Бањска вода припада групи хипотерми (15-32 C), чијом применом се лече реуматизам зглобова, дегенеративне промене кичменог стуба, ишијас, неуралгија, оштећења моторног неурона, стерилитет, стање после гинеколошких хируршких интервенција, повреда и ишчашења зглобова и костију и др.

## Манифестације
- Ђачки Вуков сабор - Мај, Тршић
- Мићини дани - јуни, Лозница
- Вуков сабор - септембар, Тршић
- Цвијићеви дани - октобар, Лозница
- Ликовна колонија - Бања Ковиљача, Специјална болница за рехабилитацију
- Међународни фолклорни фестивал „Европа игра“ - август, Бања Ковиљача, Лозница